# Fujita Kogyo Soccer Club 1979
Questa voce raccoglie le informazioni riguardanti il Fujita Kogyo Soccer Club nelle competizioni ufficiali della stagione 1979.

## Stagione
Dopo essere stato eliminato, in apertura di stagione, dal Mitsubishi Heavy Industries ai quarti di finale della Coppa di Lega, il Fujita Kogyo centrò l'accoppiata campionato-coppa nazionale dominando la Japan Soccer League e sconfiggendo, in finale di Coppa dell'Imperatore, i detentori del torneo del Mitsubishi Heavy Industries.

## Maglie e sponsor
Le maglie, di colore giallo con bordi verdi, recano l'iscrizione Fujita.
| Manica sinistra · Manica sinistra · Maglietta · Maglietta · Manica destra · Manica destra · Pantaloncini · Calzettoni |

## Rosa
| N. |                     | Ruolo | Calciatore          |
| -- | ------------------- | ----- | ------------------- |
|    | Giappone (bandiera) | P     | Kazuya Sasaki       |
|    | Giappone (bandiera) | P     | Naoki Kurimoto      |
|    | Giappone (bandiera) | P     | Kazuyoshi Hamaguchi |
|    | Giappone (bandiera) | D     | Keizō Imai          |
|    | Giappone (bandiera) | D     | Akira Kofumi        |
|    | Giappone (bandiera) | D     | Tsutomu Sonobe      |
|    | Giappone (bandiera) | D     | Mitsugu Nomura      |
|    | Brasile (bandiera)  | C     | Ademar Pereira      |

| N. |                     | Ruolo | Calciatore            |
| -- | ------------------- | ----- | --------------------- |
|    | Giappone (bandiera) | C     | Mitsuru Komaeda       |
|    | Giappone (bandiera) | C     | Shigeharu Ueki        |
|    | Giappone (bandiera) | C     | Motoaki Goto          |
|    | Giappone (bandiera) | A     | Mitsuo Watanabe       |
|    | Brasile (bandiera)  | A     | João Dickson Carvalho |
|    | Giappone (bandiera) | A     | Eiji Ueda             |
|    | Giappone (bandiera) | A     | Yuichi Kotaki         |

## Stagione

### Statistiche di squadra
| Competizione          | Punti | Totale | Totale | Totale | Totale | Totale | Totale | DR  |
| Competizione          | Punti | G      | V      | N      | P      | Gf     | Gs     | DR  |
| --------------------- | ----- | ------ | ------ | ------ | ------ | ------ | ------ | --- |
| JSL Division 1        | 53    | 18     | 13     | 0      | 5      | 36     | 15     | +21 |
| JSL Cup               | -     | 2      | 1      | 0      | 1      | 2      | 3      | -1  |
| Coppa dell'Imperatore | -     | 4      | 4      | 0      | 0      | 13     | 3      | +10 |
| Totale                |       | 24     | 18     | 0      | 6      | 51     | 21     | +30 |